# Ефимов, Александр Павлович
Алекса́ндр Па́влович Ефи́мов (23 октября 1905 года (5 ноября 1905), с. Рословское, Вологодский уезд, Вологодская губерния, Российская империя — 25 мая 1980 года, Москва, РСФСР) — советский партийный и государственный деятель, председатель Иркутского обкома (1944—1949) и Хабаровского крайкома (1949—1954) КПСС.

## Биография
Член ВКП(б) с 1927 года. Был слушателем рабочего факультета, позже учился в Московском институте стали и сплавов имени И. В. Сталина.
- 1935—1938 гг. — помощник мастера Горьковского металлургического завода
- 1937—1938 гг. — директор Горьковского металлургического завода,
- 1937—1941 гг. — председатель исполнительного комитета Горьковского городского Совета,
- 1941—1943 гг. — второй секретарь Горьковского городского комитета ВКП(б),
- 1943—1944 гг. — председатель исполнительного комитета Горьковского областного Совета,
- 1944—1949 гг. — первый секретарь Иркутского областного комитета ВКП(б),
- 1949—1954 гг. — первый секретарь Хабаровского краевого комитета ВКП(б) — КПСС
- 1954—1957 гг. — первый заместитель министра лесной промышленности СССР,
- 1957—1972 гг. — торговый представитель СССР в Чехословакии.

Член ЦК КПСС (1952—1956). Депутат Верховного Совета СССР 2 и 3 созывов.
С 1972 г. на пенсии.

## Награды и звания
Награждён орденами Ленина, Трудового Красного Знамени, Красной Звезды.
Орден Белого льва II степени (ЧССР, 16 октября 1972).